# Шох Петро
Петро Шох (1899 — 1972, Нью-Йорк) — хорунжий Армії УНР, інженер-гідротехнік, відзначений Хрестом ім. Симона Петлюри та Воєнним Хрестом за участь в збройній боротьбі за Українську Державність 1918—1920 рр., член нью-йоркського відділу ОбВУА.

## Життєпис
Народився 1899 р. на хуторі над р. Десною поблизу м. Чернігова в родині козаків-хліборобів. Середню освіту розпочав у Чернігівській реальній гімназії, де поряд зі шкільними науками, багато уваги приділював українській історії та літературі.
Революція 1917 року застає його за сформованим українським світоглядом і він включається в громадську роботу, організуючи місцеву молодь у просвітних гуртках до відбудови Української Державности.
Весною 1918 року, за Гетьманату, вступає до Сердюцької дивізії, в якій проходить курс старшинського вишколення в м. Києві. Коли ж владу Гетьманату заступила влада Директорії, він включається до армії Української Народної Республіки.
Як підхорунжий у кількох частинах дієвої армії, якийсь час також і в Галицькій армії, а пізніше постійно в 4-й Київській дивізії Армії УНР. Поранений і по одужанню повертає назад до своєї дивізії.
20 листопада 1920 р. із закінченням воєнних дій на протибольшевицькому фронті разом з Армією УНР інтернований поляками. Як військово інтернований, Петро Шох перебуває в кількох таборах, а наостанку в таборі Щипйорно та Каліші. Наказом Армії Української Народної Республіки з квітня 1921 р. підвищений до рангу хорунжого.
На еміграції в Чехословаччині, у 1924 p. навчався в Українські Господарській Академії (УГА) в Подебрадах і там очолював українську студентську громаду. В м. Подєбрадах одружився з абсольвенткою економічного факультету Іриною Волосенко.
По закінченні навчання мав власне підприємство водних і нагрівальних інсталяцій у Львові.
1941—1944 там таки очолював виховання ремісничої молоді при Українському Допомоговому Комітеті.
Від 1949 у США, працював інженером-гідравліком.
Співзасновник і з 1966 голова Товариства українських інженерів Америки та голова Товариства абсольвентів УГА.